# Lorne Campbell
Ian Lorne Campbell (Stirling, 1946) è uno storico dell'arte scozzese. È autore di vari libri sull'arte del Trecento, Quattrocento, e Cinquecento, ed è uno dei maggiori studiosi dei primitivi fiamminghi assieme a Max Friedländer ed Erwin Panofsky. I cataloghi The Early Flemish Pictures in the Collection of Her Majesty The Queen (1985) e The Fifteenth Century Netherlandish Schools (1998) hanno fissato lo standard per le opere di questo genere. Ha pubblicato articoli in varie riviste tra cui The Burlington Magazine e The Connoisseur.
È curatore per la National Gallery di Londra dal 1996. Ha conseguito la laurea triennale all'Università di Edimburgo e il dottorato all'Università di Londra nel 1973. Tra il 1970 e il 1971 ha insegnato alla Victoria University di Manchester e a Cambridge. Dal 1974 tiene lezioni sui primitivi fiamminghi al Courtauld Institute of Art.
Vive a Londra e nel 2004 ha pubblicato The Sixteenth Century Netherlandish Paintings with French Paintings before 1600, un catalogo in cui analizza 85 opere nella collezione della National Gallery. Il 20 ottobre 2016 ha ricevuto una laurea ad honorem dalla Vecchia università di Lovanio come riconoscimento per suo lavoro sull'arte fiamminga e olandese del Quattrocento e del Cinquecento.

## Opere
- The Sixteenth Century Netherlandish Paintings, with French Paintings Before 1600. Londra: National Gallery, 2014. ISBN 978-1-85709-370-4
- Renaissance Faces: Van Eyck to Titian, (con Miguel Falomir, Jennifer Fletcher, Luke Syson). Londra: National Gallery, 2011. ISBN 978-1-85709-407-7
- Rogier van der Weyden: 1400–1464. Master of Passions, (con Jan Van der Stock), Lovanio: Davidsfonds, 2009. ISBN 978-90-8526-105-6.
- Van Der Weyden. London: Chaucer Press, 2004. ISBN 978-1-904449-24-9
- Art in the Making: Underdrawings in Renaissance Paintings (con Rachel Billinge). Londra: National Gallery, 2002. ISBN 978-0-300-09225-7
- The Fifteenth Century Netherlandish Paintings. National Gallery, 1998. ISBN 978-0-300-07701-8
- Renaissance Portraits: European Portrait-Painting in the 14th, 15th and 16th Centuries, Yale University Press, 1990. ISBN 978-0-300-04675-5
- Early Flemish Pictures in the Collection of the Queen (The Pictures in the Collection of Her Majesty the Queen). Cambridge University Press, 1985. ISBN 978-0-521-26523-2
- Hugo van der Goes and the Trinity College Altarpiece (con Colin Thompson). Edimburgo: National Gallery of Scotland, 1974. ISBN 978-0-903148-02-3